# Lista stadioanelor din Europa după capacitate

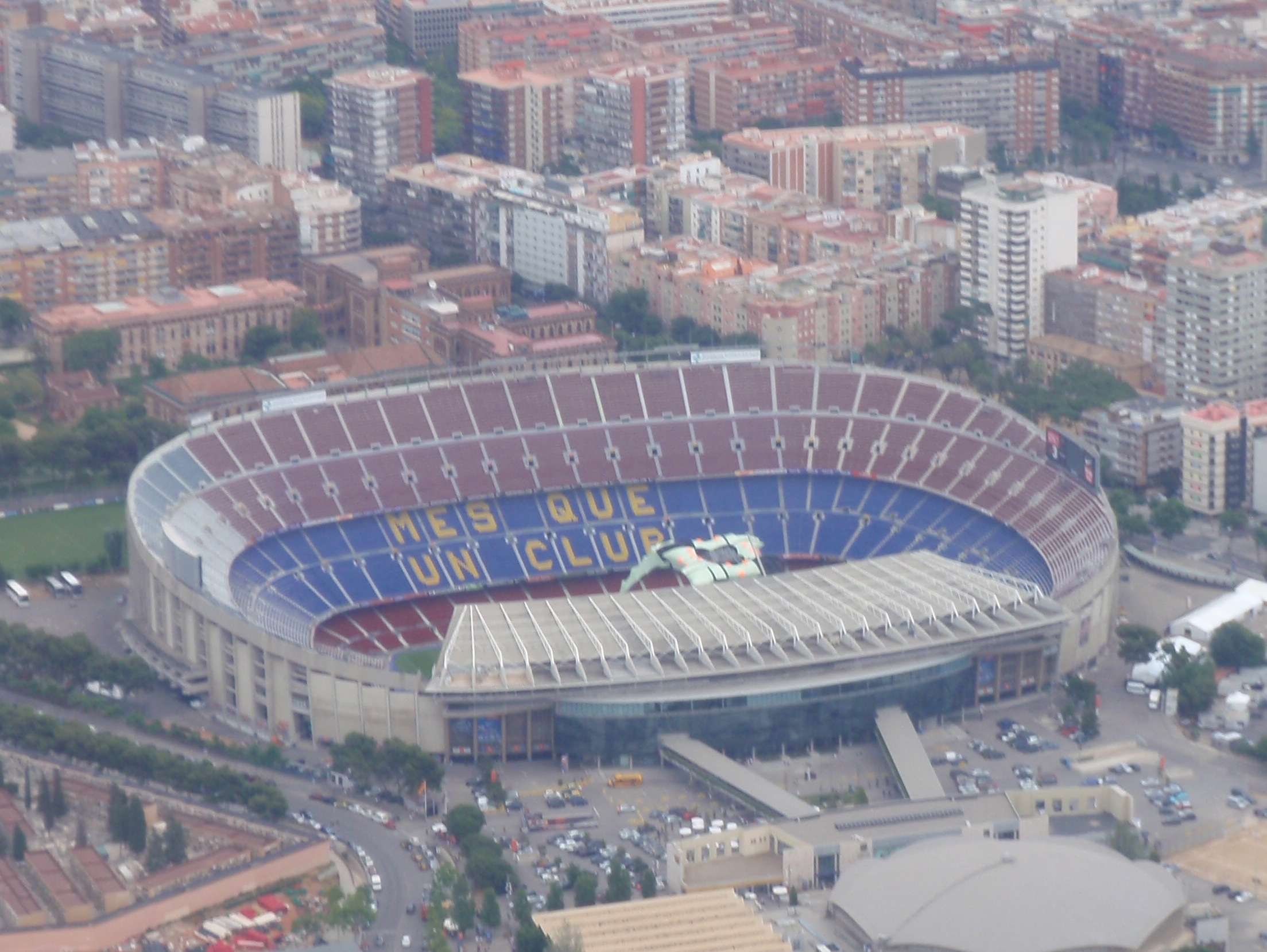
Camp Nou este cel mai mare stadion din Europa.

În continuare urmează o listă de stadioane europene. Ele sunt ordonate după capacitatea lor, adică numărul maxim de spectatori pe care stadionul îi poate găzdui. Cifrele de capacitate reprezintă capacitatea totală permanentă, inclusiv locurile pe scaune și orice zone de stat în picioare, dar excluzând locuri pe scaune improvizate temporar.
Cele mai mari stadioane din Europa sunt folosite pentru fotbal, restul găzduind meciuri de rugby, cricket, atletism și jocuri galice (Gaelic football, hurling și camogie).
Toate stadioanele cu o capacitate de minim 25.000 de locuri sunt incluse. Lista include toate aceste stadioane din orice țară, care este de obicei acceptat să fie în limitele Europei, incluzând țări transcontinentale care sunt parte a Europei (de ex.: Turcia), sau într-o țară de obicei considerată a fi europeană din motive culturale sau istorice (de ex.: Armenia).
Asteriscul(*) indică că echipa nu joacă toate meciurile sale de acasă pe acel stadion.

## Stadioane actuale
| Stadion                                          | Capacitate                | Oraș                     | Țara               | Beneficiar | Deschidere |
| ------------------------------------------------ | ------------------------- | ------------------------ | ------------------ | --- | ---------- |
| Camp Nou                                         | 99 786                    | Barcelona                | Spania             | FC Barcelona | 1957       |
| Stadionul Wembley                                | 90 000                    | Londra                   | Anglia             | The FA, Echipa națională de fotbal a Angliei | 2007       |
| Estadio Santiago Bernabéu                        | 85 454                    | Madrid                   | Spania             | Real Madrid C.F. | 1947       |
| Croke Park                                       | 82 300                    | Dublin                   | Irlanda            | Gaelic Athletic Association | 1913       |
| Stadionul Twickenham                             | 82 000                    | Londra                   | Anglia             | The RFU | 1909       |
| Stade de France                                  | 81 338                    | Saint-Denis              | Franța             | Echipa națională de fotbal a Franței, Echipa națională de rugby a Franței, Stade Français*, Racing Métro 92*, stadion pentru finala Coupe de France, Coupe de la Ligue, Top 14 | 1998       |
| Signal Iduna Park (Westfalenstadion)             | 80 645                    | Dortmund                 | Germania           | Borussia Dortmund | 1974       |
| San Siro                                         | 80 018                    | Milano                   | Italia             | A.C. Milan, F.C. Internazionale Milano | 1926       |
| Stadionul Olimpic din Londra                     | 80 000 (54 000 permanent) | Londra                   | Anglia             | Jocurile Olimpice de vară din 2012 and Jocurile Paralimpice de vară din 2012 stadion al West Ham United F.C. pentru sezonul 2016-17                                            | 2012       |
| Stadionul Lujniki                                | 78 360                    | Moscova                  | Rusia              | PFC CSKA Moscova, FC Spartak Moscova, Echipa națională de fotbal a Rusiei* | 1956       |
| Stadionul Olimpic Atatürk                        | 76 092                    | Istanbul                 | Turcia             | İstanbul Büyükșehir Belediyespor, Echipa națională de fotbal a Turciei* | 2001       |
| Old Trafford                                     | 75 731                    | Manchester               | Anglia             | Manchester United F.C., Finala Rugby Super League | 1910       |
| Stadionul Olimpic din Atena                      | 75 263                    | Atena                    | Grecia             | AEK Atena, Jocurile Olimpice de vară din 2004 | 1982       |
| Millennium Stadium                               | 74 500                    | Cardiff                  | Țara Galilor       | Welsh Rugby Union | 1999       |
| Stadionul Olimpic din Berlin                     | 74 228                    | Berlin                   | Germania           | Hertha BSC, Jocurile Olimpice de vară din 1936 | 1936       |
| Stadio Olimpico                                  | 72 698                    | Roma                     | Italia             | A.S. Roma, S.S. Lazio, Jocurile Olimpice de vară din 1960, temporar gazdă pentru Echipa națională de fotbal a Italiei*                                                         | 1930       |
| Allianz Arena                                    | 71 137                    | München                  | Germania           | FC Bayern München, TSV 1860 München | 2005       |
| Stadionul Olimpic din Kiev                       | 70 050                    | Kiev                     | Ucraina            | Echipa națională de fotbal a Ucrainei, FC Dinamo Kiev, UEFA Euro 2012 | 1923       |
| Stadionul Olimpic din München                    | 69 250                    | München                  | Germania           | atletism | 1972       |
| Murrayfield Stadium                              | 67 144                    | Edinburgh                | Scoția             | Echipa națională de rugby a Scoției, Edinburgh Rugby | 1925       |
| Estádio da Luz                                   | 65 647                    | Lisabona                 | Portugalia         | S.L. Benfica, gazdă pentru Finala Euro 2004 și Finala Ligii Campionilor 2014                                                                                                   | 2003       |
| Veltins-Arena (Arena Auf Schalke)                | 61 673                    | Gelsenkirchen            | Germania           | FC Schalke 04 | 2001       |
| Mercedes-Benz Arena (Neckarstadion)              | 60 441                    | Stuttgart                | Germania           | VfB Stuttgart | 1933       |
| Celtic Park                                      | 60 355                    | Glasgow                  | Scoția             | Celtic F.C. | 1892       |
| Stadionul Emirates (Ashburton Grove)             | 60 338                    | Londra                   | Anglia             | Arsenal F.C. și pentru programul european al echipei naționale de fotbal a Braziliei                                                                                           | 2006       |
| Stadio San Paolo                                 | 60 240                    | Napoli                   | Italia             | S.S.C. Napoli | 1959       |
| Stade Vélodrome                                  | 60 031                    | Marseille                | Franța             | Olympique de Marseille, Echipa națională de rugby a Franței*, RC Toulonnais*                                                                                                   | 1937       |
| Stadionul Național din Varșovia                  | 58 500                    | Varșovia                 | Polonia            | Echipa națională de fotbal a Poloniei, UEFA Euro 2012 | 2011       |
| Stadio San Nicola                                | 58 248                    | Bari                     | Italia             | A.S. Bari | 1990       |
| Estadio Olímpico de Sevilla                      | 57 619                    | Sevilia                  | Spania             | atletism, Echipa națională de fotbal a Spaniei* | 1999       |
| Imtech Arena (Volksparkstadion)                  | 57 000                    | Hamburg                  | Germania           | Hamburger SV | 1953       |
| Dinamo Arena                                     | 56 000                    | Tbilisi                  | Georgia            | FC Dinamo Tbilisi, Echipa națională de fotbal a Georgiei | 1976       |
| Estadi Olímpic Lluís Companys                    | 55 926                    | Barcelona                | Spania             | atletism, Echipa națională de fotbal a Cataloniei, Jocurile Olimpice de vară din 1992                                                                                          | 1927       |
| Arena Națională                                  | 55 635                    | București                | România            | Echipa națională de fotbal a României | 2011       |
| Stadionul Steaua Roșie                           | 55 538                    | Belgrad                  | Serbia             | Steaua Roșie Belgrad | 1963       |
| Silesian Stadium                                 | 55 477                    | Chorzów                  | Polonia            | Echipa națională de fotbal a Poloniei, Ruch Chorzów | 1959       |
| Stadionul Mestalla                               | 55 000                    | Valencia                 | Spania             | Valencia CF | 1923       |
| Esprit Arena                                     | 54 600                    | Düsseldorf               | Germania           | Fortuna Düsseldorf | 2004       |
| Stadionul Vicente Calderón                       | 54 581                    | Madrid                   | Spania             | Atlético Madrid | 1966       |
| Borussia-Park                                    | 54 067                    | Mönchengladbach          | Germania           | Borussia Mönchengladbach | 2004       |
| Hrazdan Stadium                                  | 53 849                    | Yerevan                  | Armenia            | FC Ararat Yerevan, Echipa națională de fotbal a Armeniei | 1971       |
| Semple Stadium                                   | 53 500                    | Thurles                  | Irlanda            | Tipperary GAA | 1910       |
| San Mamés                                        | 53 332                    | Bilbao                   | Spania             | Athletic Bilbao, Echipa națională de fotbal a Țării Bascilor | 2013       |
| Amsterdam Arena                                  | 53 052                    | Amsterdam                | Olanda             | AFC Ajax | 1996       |
| Türk Telekom Arena (Ali Sami Yen Sports Complex) | 52 652                    | Istanbul                 | Turcia             | Galatasaray S.K. | 2011       |
| St James' Park                                   | 52 387                    | Newcastle upon Tyne      | Anglia             | Newcastle United F.C. | 1886       |
| Commerzbank-Arena (Waldstadion)                  | 52 300                    | Frankfurt                | Germania           | Eintracht Frankfurt | 1925       |
| Donbass Arena                                    | 52 187                    | Donețk                   | Ucraina            | FC Șahtar Donețk, UEFA Euro 2012 | 2009       |
| Hampden Park                                     | 52 025                    | Glasgow                  | Scoția             | Echipa națională de fotbal a Scoției, Queen's Park F.C. | 1903       |
| Estádio do Dragão                                | 52 000                    | Porto                    | Portugalia         | F.C. Porto | 2003       |
| Aviva Stadium (Lansdowne Road)                   | 51 700                    | Dublin                   | Irlanda            | Echipa națională de rugby a Irlandei, Echipa națională de fotbal a Irlandei, IRFU, FAI                                                                                         | 2010       |
| De Kuip                                          | 51 577                    | Rotterdam                | Olanda             | Feyenoord, stadion pentru finala KNVB Beker | 1937       |
| Estadio Benito Villamarín                        | 51 545                    | Sevilia                  | Spania             | Real Betis | 1929       |
| İzmir Atatürk Stadyumu                           | 51 295                    | Izmir                    | Turcia             | Göztepe A.Ș., Altay S.K., Echipa națională de fotbal a Turciei* | 1971       |
| Ibrox Stadium                                    | 50 987                    | Glasgow                  | Scoția             | Rangers F.C. | 1899       |
| Șükrü Saracoğlu Stadium                          | 50 509                    | Istanbul                 | Turcia             | Fenerbahçe S.K. | 2006       |
| Estádio José Alvalade                            | 50 466                    | Lisabona                 | Portugalia         | Sporting Clube de Portugal | 2003       |
| RheinEnergieStadion (Müngersdorfer Stadion)      | 50 374                    | Köln                     | Germania           | 1. FC Köln | 2004       |
| Stade Pierre-Mauroy                              | 50 186                    | Lille                    | Franța             | Lille OSC | 2012       |
| Stadionul Regele Baudouin                        | 50 093                    | Bruxelles                | Belgia             | Echipa națională de fotbal a Belgiei | 1930       |
| Ernst Happel Stadion                             | 50 000                    | Viena                    | Austria            | Echipa națională de fotbal a Austriei, Rapid Viena*, Austria Viena* | 1931       |
| Friends Arena                                    | 50 000                    | Stockholm                | Suedia             | AIK, Echipa națională de fotbal a Suediei | 2012       |
| Grundig-Stadion (Frankenstadion)                 | 50 000                    | Nürnberg                 | Germania           | 1. FC Nürnberg | 1928       |
| Fritz-Walter-Stadion                             | 49 780                    | Kaiserslautern           | Germania           | 1. FC Kaiserslautern | 1920       |
| Gaelic Grounds                                   | 49 866                    | Limerick                 | Irlanda            | Limerick GAA | 1928       |
| AWD-Arena (Niedersachsenstadion)                 | 49 000                    | Hanover                  | Germania           | Hannover 96 | 1954       |
| Stadium of Light                                 | 49 000                    | Sunderland               | Anglia             | Sunderland A.F.C. | 1997       |
| Stadionul City of Manchester                     | 47 805                    | Manchester               | Anglia             | Manchester City F.C. | 2002       |
| Stadionul Olimpic Fișt                           | 47 659                    | Soci                     | Rusia              | Jocurile Olimpice de iarnă din 2014 | 2013       |
| Stadio Artemio Franchi                           | 47 282                    | Florența                 | Italia             | ACF Fiorentina | 1931       |
| Parc des Princes                                 | 46 480                    | Paris                    | Franța             | Paris Saint-Germain F.C. | 1897       |
| Estadio Ramón Sánchez Pizjuán                    | 45 500                    | Sevilia                  | Spania             | Sevilla FC | 1957       |
| Anfield                                          | 45 362                    | Liverpool                | Anglia             | Liverpool F.C. | 1884       |
| Kazan Arena                                      | 45 105                    | Kazan                    | Rusia              | FC Rubin Kazan | 2013       |
| Panathinaiko Stadium                             | 45 000                    | Atena                    | Grecia             | Jocurile Olimpice de vară din 1896 | 1896       |
| Red Bull Arena (Zentralstadion)                  | 44 345                    | Leipzig                  | Germania           | RB Leipzig | 1954       |
| Otkrîtie Arena                                   | 44 000                    | Moscova                  | Rusia              | FC Spartak Moscova | 2014       |
| PGE Arena Gdańsk                                 | 43 615                    | Gdańsk                   | Polonia            | Lechia Gdańsk, Euro 2012 | 2011       |
| Páirc Uí Chaoimh                                 | 43 550                    | Cork City                | Irlanda            | Cork GAA | 1976       |
| Stadionul Național Vasil Levski                  | 43 530                    | Sofia                    | Bulgaria           | Echipa națională de fotbal a Bulgariei | 1953       |
| Fitzgerald Stadium                               | 43 180                    | Killarney                | Irlanda            | Kerry GAA | 1936       |
| Stade Gerland                                    | 43 051                    | Lyon                     | Franța             | Olympique Lyonnais | 1926       |
| City Stadium                                     | 43 269                    | Poznań                   | Polonia            | KKS Lech Poznań, UEFA Euro 2012 | 1980       |
| Ullevi                                           | 43 000                    | Göteborg                 | Suedia             | derby-uri | 1958       |
| Villa Park                                       | 42 788                    | Birmingham               | Anglia             | Aston Villa F.C. | 1897       |
| Stadion Miejski                                  | 42 771                    | Wrocław                  | Polonia            | Śląsk Wrocław, UEFA Euro 2012 | 2011       |
| Weserstadion                                     | 42 500                    | Bremen                   | Germania           | SV Werder Bremen | 1923       |
| McHale Park                                      | 42 000                    | Castlebar                | Irlanda            | Mayo GAA | 1931       |
| Stamford Bridge                                  | 41 841                    | Londra                   | Anglia             | Chelsea F.C. | 1877       |
| Ramat Gan Stadium                                | 41 583                    | Ramat Gan                | Israel             | Maccabi Tel Aviv, Maccabi Haifa, Echipa națională de fotbal a Israelului | 1951       |
| Juventus Stadium                                 | 41 254                    | Torino                   | Italia             | Juventus F.C. | 2011       |
| Stade Félix Bollaert                             | 41 233                    | Lens                     | Franța             | RC Lens | 1932       |
| Stadionul Dinamo                                 | 41 040                    | Minsk                    | Belarus            | FC Minsk, Echipa națională de fotbal a Belarusului | 1934       |
| Stadionul Olimpic din Helsinki                   | 40 600                    | Helsinki                 | Finlanda           | Echipa națională de fotbal a Finlandei | 1938       |
| Estadi Cornellà-El Prat                          | 40 500                    | Barcelona/Cornellà       | Spania             | RCD Espanyol | 2009       |
| Goodison Park                                    | 40 394                    | Liverpool                | Anglia             | Everton F.C. | 1892       |
| Stadio San Filippo                               | 40 200                    | Messina                  | Italia             | A.C.R. Messina | 2004       |
| Stadionul Metalist                               | 40 003                    | Kharkiv                  | Ucraina            | FC Metalist Kharkiv, Euro 2012 | 1926       |
| Hillsborough Stadium                             | 39 814                    | Sheffield                | Anglia             | Sheffield Wednesday F.C. | 1899       |
| San Mamés Stadium                                | 39 750                    | Bilbao                   | Spania             | Athletic Bilbao, Selecționata de fotbal a Țării Bascilor | 1913       |
| Elland Road                                      | 39 460                    | Leeds                    | Anglia             | Leeds United A.F.C. | 1897       |
| Stadio Renato Dall'Ara                           | 39 444                    | Bologna                  | Italia             | Bologna F.C. 1909 | 1927       |
| Stadio Marcantonio Bentegodi                     | 39 211                    | Verona                   | Italia             | A.C. ChievoVerona, Hellas Verona F.C. | 1963       |
| Estadio Manuel Martínez Valero                   | 38 750                    | Elx                      | Spania             | Elche CF | 1976       |
| St. Jakob-Park                                   | 38 512                    | Basel                    | Elveția            | FC Basel | 2001       |
| Stade de la Beaujoire                            | 38 285                    | Nantes                   | Franța             | FC Nantes | 1984       |
| Parken                                           | 38 065                    | Copenhaga                | Danemarca          | FC København | 1992       |
| Stadio Renzo Barbera                             | 37 619                    | Palermo                  | Italia             | U.S. Città di Palermo | 1932       |
| Estádio Nacional                                 | 37 593                    | Oeiras                   | Portugalia         | Finala Taça de Portugal | 1944       |
| Stadio Arechi                                    | 37 245                    | Salerno                  | Italia             | Salernitana Calcio 1919 | 1991       |
| Maksimir Stadium                                 | 37 168                    | Zagreb                   | Croația            | Dinamo Zagreb, Echipa națională de fotbal a Croației* | 1912       |
| Kazhimukan Munaitpasov Stadium                   | 37 000                    | Shymkent                 | Kazahstan          | FC Ordabasy | 1969       |
| Cebeci İnönü Stadium                             | 37 000                    | Ankara                   | Turcia             | Hacettepe, Ankara Demirspor | 1967       |
| Stadio Luigi Ferraris                            | 36 536                    | Genova                   | Italia             | Genoa C.F.C., U.C. Sampdoria | 1911       |
| Philip II Arena                                  | 36 400                    | Skopje                   | Macedonia          | FK Vardar, FK Rabotnički, Echipa națională de fotbal a Macedoniei* | 1947       |
| Stadio Via del Mare                              | 36 285                    | Lecce                    | Italia             | U.S. Lecce | 1966       |
| White Hart Lane                                  | 36 257                    | Londra                   | Anglia             | Tottenham Hotspur F.C. | 1899       |
| St. Tiernach's Park                              | 36 000                    | Clones                   | Irlanda            | Monaghan GAA | 1944       |
| Olympic s. Asim Ferhatović                       | 35 630                    | Sarajevo                 | Bosnia             | FK Sarajevo, Echipa națională de fotbal a Bosniei-Herțegovina | 1947       |
| Allianz Riviera                                  | 35 624                    | Nice                     | Franța             | OGC Nice | 2013       |
| Stade Geoffroy-Guichard                          | 35 616                    | Saint-Étienne            | Franța             | AS Saint-Étienne | 1931       |
| Estadio La Rosaleda                              | 35 530                    | Málaga                   | Spania             | Málaga CF | 1941       |
| Stadium Municipal                                | 35 472                    | Toulouse                 | Franța             | Toulouse FC, Stade Toulousain* | 1937       |
| Ludwigsparkstadion                               | 35 303                    | Saarbrücken              | Germania           | 1. FC Saarbrücken | 1953       |
| Boleyn Ground                                    | 35 303                    | Londra                   | Anglia             | West Ham United F.C. | 1904       |
| Riverside Stadium                                | 35 100                    | Middlesbrough            | Anglia             | Middlesbrough F.C. | 1995       |
| Stadion Poljud                                   | 35 000                    | Split                    | Croația            | Hajduk Split | 1979       |
| Olympic Stadium                                  | 35 000                    | Wrocław                  | Polonia            | Sparta Wrocław | 1928       |
| Philips Stadion                                  | 35 000                    | Eindhoven                | Olanda             | PSV Eindhoven | 1913       |
| Arena Lviv                                       | 34 915                    | Lviv                     | Ucraina            | FC Karpaty Lviv, UEFA Euro 2012 | 2011       |
| Riazor                                           | 34 600                    | A Coruña                 | Spania             | Deportivo de A Coruña | 1940       |
| La Romareda                                      | 34 596                    | Zaragoza                 | Spania             | Real Zaragoza | 1957       |
| Stadionul Grotenburg                             | 34 500                    | Krefeld                  | Germania           | KFC Uerdingen 05 | 1927       |
| Stade Chaban-Delmas                              | 34 327                    | Bordeaux                 | Franța             | FC Girondins de Bordeaux | 1938       |
| Stadionul Cernomoreț                             | 34 164                    | Odesa                    | Ucraina            | FC Cernomoreț Odesa | 2011       |
| Coface Arena                                     | 34 034                    | Mainz                    | Germania           | 1. FSV Mainz 05 | 2011       |
| Teddy Stadium                                    | 34 000                    | Ierusalim                | Israel             | Beitar Ierusalim, Hapoel Ierusalim, Hapoel Katamon Ierusalim | 1991       |
| Pride Park Stadium                               | 33 597                    | Derby                    | Anglia             | Derby County F.C. | 1997       |
| Karaiskakis Stadium                              | 33 334                    | Atena                    | Grecia             | Olympiacos, Echipa națională de fotbal a Greciei | 2004       |
| Stadion Miejski                                  | 33 268                    | Kraków                   | Polonia            | Wisła Kraków | 1953       |
| Stadionul Metallurg                              | 33 220                    | Samara                   | Rusia              | Krîlia Sovetov Samara | 1957       |
| Nueva Condomina                                  | 33 045                    | Murcia                   | Spania             | Real Murcia | 2006       |
| Khimik Stadium                                   | 33 000                    | Kemerovo                 | Rusia              | HC Kuzbass | 1947       |
| Tele2 Arena                                      | 33 000                    | Stockholm                | Suedia             | Djurgårdens IF, Hammarby IF | 2013       |
| Stadionul Dan Păltinișanu                        | 32 972                    | Timișoara                | România            | FCU Politehnica Timișoara | 1964       |
| New Tivoli                                       | 32 960                    | Aachen                   | Germania           | Alemannia Aachen | 2009       |
| Stade de la Mosson                               | 32 939                    | Montpellier              | Franța             | Montpellier HSC | 1972       |
| Kadir Has Stadium                                | 32 864                    | Kayseri                  | Turcia             | Kayserispor, Kayseri Erciyesspor | 2009       |
| Stadion FK Partizan                              | 32 710                    | Belgrad                  | Serbia             | FK Partizan | 1949       |
| Bramall Lane                                     | 32 702                    | Sheffield                | Anglia             | Sheffield United F.C., Sheffield Eagles* | 1855       |
| St Mary's Stadium                                | 32 689                    | Southampton              | Anglia             | Southampton F.C. | 2001       |
| Ricoh Arena                                      | 32 609                    | Coventry                 | Anglia             | Coventry City F.C. | 2005       |
| Estadio Balaídos                                 | 32 500                    | Vigo                     | Spania             | Celta de Vigo | 1928       |
| Stadionul Republican Spartak                     | 32 464                    | Vladikavkaz              | Rusia              | FC Alania Vladikavkaz | 1962       |
| Stadio Nereo Rocco                               | 32 454                    | Trieste                  | Italia             | U.S. Triestina Calcio | 1992       |
| Rosenaustadion                                   | 32 354                    | Augsburg                 | Germania           | athletics | 1951       |
| Stadio Euganeo                                   | 32 336                    | Padova                   | Italia             | Calcio Padova | 1994       |
| Estadio Anoeta                                   | 32 200                    | Donostia-San Sebastián   | Spania             | Real Sociedad, Biarritz Olympique*, Aviron Bayonnais* | 1993       |
| Central Stadium (Volgograd)                      | 32 120                    | Volgograd                | Rusia              | FC Rotor Volgograd | 1964       |
| Glücksgas Stadium                                | 32 066                    | Dresden                  | Germania           | Dynamo Dresden | 1923       |
| Hristo Botev Stadium                             | 32 000                    | Vratsa                   | Bulgaria           | Botev Vratsa | 1948       |
| Hypo-Arena (Wörthersee Stadion)                  | 32 000                    | Klagenfurt am Wörthersee | Austria            | SK Austria Kärnten | 2007       |
| Casement Park                                    | 32 000                    | Belfast                  | Irlanda de Nord    | Antrim GAA | 1953       |
| Breffni Park                                     | 32 000                    | Cavan                    | Irlanda            | Cavan GAA | 1923       |
| Slavia Stadium                                   | 32 000                    | Sofia                    | Bulgaria           | Slavia Sofia | 1932       |
| Stadio Flaminio                                  | 32 000                    | Roma                     | Italia             | Echipa națională de rugby a Italiei | 1959       |
| Stade de Suisse                                  | 32 000                    | Berna                    | Elveția            | BSC Young Boys | 2005       |
| Lord's Cricket Ground                            | 32 000                    | Londra                   | Anglia             | Marylebone Cricket Club, Middlesex County Cricket Club, England national cricket team*                                                                                         | 1814       |
| Țentralnîi Profsoiuz Stadion                     | 31 743                    | Voronezh                 | Rusia              | FC Fakel Voronej, FC FSA Voronej | 2003       |
| Stadionul Șahtior                                | 31 718                    | Donețk                   | Ucraina            | Șahtior 2*, FC Metalurg Donețk* | 1936       |
| Kuban Stadium                                    | 31 654                    | Krasnodar                | Rusia              | FC Kuban Krasnodar | 1960       |
| Schauinsland-Reisen-Arena                        | 31 500                    | Duisburg                 | Germania           | MSV Duisburg | 2004       |
| Ewood Park                                       | 31 367                    | Blackburn                | Anglia             | Blackburn Rovers F.C. | 1882       |
| Rewirpowerstadion (Ruhrstadion)                  | 31 328                    | Bochum                   | Germania           | VfL Bochum | 1921       |
| Estadio Gran Canaria                             | 31 250                    | Las Palmas               | Spania             | UD Las Palmas | 2003       |
| Tofiq Bahramov Stadium                           | 31 200                    | Baku                     | Azerbaidjan        | Neftchi Baku, FK Baku, Echipa națională de fotbal a Azerbaidjanului | 1951       |
| Stade de la Route de Lorient                     | 31 127                    | Rennes                   | Franța             | Stade Rennais FC | 1912       |
| Pepsi Arena                                      | 31 103                    | Varșovia                 | Polonia            | Legia Warszawa | 1930       |
| Dnipro Stadium                                   | 31 003                    | Dnipropetrovsk           | Ucraina            | FC Dnipro Dnipropetrovsk | 2008       |
| Estádio Municipal de Aveiro                      | 30 970                    | Aveiro                   | Portugalia         | S.C. Beira-Mar | 2003       |
| American Express Community Stadium               | 30 750                    | Falmer                   | Anglia             | Brighton & Hove Albion F.C. | 2011       |
| Impuls Arena                                     | 30 660                    | Augsburg                 | Germania           | FC Augsburg | 2009       |
| Stadio Friuli                                    | 30 642                    | Udine                    | Italia             | Udinese Calcio | 1976       |
| City Ground                                      | 30 602                    | Nottingham               | Anglia             | Nottingham Forest F.C. | 1898       |
| Terek Stadium                                    | 30 597                    | Groznîi                  | Rusia              | FC Terek Groznîi | 2011       |
| Carlos Tartiere                                  | 30 500                    | Oviedo                   | Spania             | Real Oviedo | 2000       |
| Cluj Arena                                       | 30 335                    | Cluj Napoca              | România            | Universitatea Cluj Napoca | 2011       |
| Portman Road                                     | 30 311                    | Ipswich                  | Anglia             | Ipswich Town F.C. | 1884       |
| Estádio Algarve                                  | 30 305                    | Faro                     | Portugalia         | S.C. Farense, Louletano DC | 2004       |
| BayArena (Ulrich-Haberland-Stadion)              | 30 210                    | Leverkusen               | Germania           | Bayer 04 Leverkusen | 1932       |
| Estádio Cidade de Coimbra                        | 30 210                    | Coimbra                  | Portugalia         | Associação Académica de Coimbra - O.A.F. | 2003       |
| De Grolsch Veste                                 | 30 205                    | Enschede                 | Olanda             | FC Twente | 1998       |
| Estádio Municipal de Braga                       | 30 154                    | Braga                    | Portugalia         | S.C. Braga | 2003       |
| Rhein-Neckar-Arena                               | 30 150                    | Sinsheim                 | Germania           | TSG 1899 Hoffenheim | 2009       |
| Estádio D. Afonso Henriques                      | 30 146                    | Guimarães                | Portugalia         | Vitória SC | 1999       |
| Central Stadium                                  | 30 133                    | Kazan                    | Rusia              | FC Rubin Kazan | 1960       |
| Volkswagen Arena                                 | 30 122                    | Wolfsburg                | Germania           | VfL Wolfsburg | 2002       |
| Tehelné pole                                     | 30 085                    | Bratislava               | Slovacia           | ŠK Slovan Bratislava, Echipa națională de fotbal a Slovaciei | 1940       |
| Stade de Genève                                  | 30 084                    | Geneva                   | Elveția            | Servette FC | 2003       |
| Stade Maurice Dufrasne                           | 30 023                    | Liège                    | Belgia             | Standard Liège | 1909       |
| St Andrews                                       | 30 009                    | Birmingham               | Anglia             | Birmingham City F.C. | 1906       |
| Anji-Arena                                       | 30,000                    | Kaspiisk                 | Rusia              | FC Anji Mahacikala | 2003       |
| Astana Arena                                     | 30 000                    | Astana                   | Kazahstan          | FC Lokomotiv Astana | 2009       |
| Malmö Stadion                                    | 30 000                    | Malmö                    | Suedia             | atletism, IFK Malmö | 1958       |
| Molineux Stadium                                 | 30 000                    | Wolverhampton            | Anglia             | Wolverhampton Wanderers F.C. | 1889       |
| Estadio José Rico Pérez                          | 30 000                    | Alicante                 | Spania             | Hércules CF | 1974       |
| Letzigrund                                       | 30 000                    | Zürich                   | Elveția            | FC Zürich, Grasshopper-Club Zürich | 2007       |
| Tivoli-Neu                                       | 30 000                    | Innsbruck                | Austria            | Fußballclub Wacker Innsbruck | 2000       |
| Red Bull Arena                                   | 30 000                    | Salzburg                 | Austria            | FC Red Bull Salzburg | 2003       |
| Páirc Tailteann                                  | 30 000                    | Navan                    | Irlanda            | Meath GAA | 1935       |
| Metalurh Stadium                                 | 29 783                    | Kryvyi Rih               | Ucraina            | FC Kryvbas Krivi Rih | 1970       |
| Wildparkstadion                                  | 29 699                    | Karlsruhe                | Germania           | Karlsruher SC | 1955       |
| Stade de la Meinau                               | 29 230                    | Strasbourg               | Franța             | RC Strasbourg | 1914       |
| Georgi Asparuhov Stadium                         | 29 200                    | Sofia                    | Bulgaria           | Levski Sofia | 1963       |
| Millerntor-Stadion                               | 29 063                    | Hamburg                  | Germania           | FC St. Pauli | 1961       |
| Jan Breydel Stadium                              | 29 042                    | Bruges                   | Belgia             | Club Brugge K.V., Cercle Brugge K.S.V. | 1975       |
| Brøndby Stadium                                  | 29 000                    | Copenhaga                | Danemarca          | Brøndby IF | 1965       |
| DKB-Arena (Ostseestadion)                        | 29 000                    | Rostock                  | Germania           | F.C. Hansa Rostock | 1954       |
| Stadiumi Olimpik Adem Jashari                    | 29 000                    | Mitrovica                | Kosovo             | KF Trepça |            |
| Cardiff City Stadium                             | 29 000                    | Cardiff                  | Wales              | Cardiff City F.C., Cardiff Blues | 2009       |
| Șanlıurfa GAP Stadium                            | 28 965                    | Șanlıurfaspor            | Turcia             | Șanlıurfaspor | 2009       |
| Estádio Primeiro de Maio                         | 28 800                    | Braga                    | Portugalia         | atletism, S.C.Braga B | 1950       |
| Stadionul Lokomotiv                              | 28 800                    | Moscova                  | Rusia              | FC Lokomotiv Moscova, Echipa națională de fotbal a Rusiei* | 2002       |
| Reebok Stadium                                   | 28 723                    | Bolton                   | Anglia             | Bolton Wanderers F.C. | 1997       |
| Toumba Stadium                                   | 28 703                    | Thessaloniki             | Grecia             | PAOK F.C. | 1959       |
| Britannia Stadium                                | 28 383                    | Stoke-on-Trent           | Anglia             | Stoke City F.C. | 1997       |
| Stadionul Steaua                                 | 28 365                    | București                | România            | FC Steaua București, Echipa națională de fotbal a României* | 1974       |
| Stadium Puskás Ferenc                            | 28 300                    | Budapesta                | Ungaria            | Echipa națională de fotbal a Ungariei | 1953       |
| Estádio do Bessa                                 | 28 263                    | Porto                    | Portugalia         | Boavista F.C. | 2003       |
| Stadio Olimpico di Torino                        | 28 140                    | Torino                   | Italia             | Torino F.C. | 1933       |
| Stadionul Constant Vanden Stock                  | 28,063                    | Bruxelles                | Belgia             | R.S.C. Anderlecht | 1917       |
| Ukraina Stadium                                  | 28 051                    | Lviv                     | Ucraina            | FC Karpaty Lviv | 1963       |
| Lefkoșa Atatürk Stadı                            | 28 000                    | Nicosia                  | Cipru              | Çetinkaya Türk S.K., Yenicami Ağdelen S.K. |            |
| Stadio Renato Curi                               | 28 000                    | Perugia                  | Italia             | Perugia Calcio | 1974       |
| Stadio Ennio Tardini                             | 27 906                    | Parma                    | Italia             | Parma F.C. | 1923       |
| Stadio Oreste Granillo                           | 27 763                    | Reggio Calabria          | Italia             | Reggina Calcio | 1999       |
| Stadio Erasmo Iacovone                           | 27 584                    | Taranto                  | Italia             | A.S. Taranto Calcio | 1965       |
| Stadio Mario Rigamonti                           | 27 547                    | Brescia                  | Italia             | Brescia Calcio | 1959       |
| Odsal Stadium                                    | 27 491                    | Bradford                 | Anglia             | Bradford Bulls | 1934       |
| SchücoArena (Bielefelder Alm)                    | 27 300                    | Bielefeld                | Germania           | Arminia Bielefeld | 1926       |
| MDCC-Arena (Ernst-Grube-Stadion)                 | 27 250                    | Magdeburg                | Germania           | 1. FC Magdeburg | 2006       |
| Stadionul Miheil Meshi                           | 27 223                    | Tbilisi                  | Georgia            | FC Lokomotivi Tbilisi | 2001       |
| The Valley                                       | 27 111                    | Londra                   | Anglia             | Charlton Athletic F.C. | 1919       |
| Carrow Road                                      | 27 033                    | Norwich                  | Anglia             | Norwich City F.C. | 1935       |
| Carl-Benz-Stadion                                | 27 000                    | Mannheim                 | Germania           | SV Waldhof Mannheim | 1994       |
| Central Stadium                                  | 27 000                    | Krasnoyarsk              | Rusia              | FC Metallurg-Yenisey Krasnoyarsk, Echipa națională de rugby a Rusiei* | 1967       |
| O'Moore Park                                     | 27 000                    | Portlaoise               | Irlanda            | Laois GAA |            |
| Pankritio Stadium                                | 26 840                    | Heraklio                 | Grecia             | Ergotelis F.C. | 2004       |
| Kaftanzoglio Stadium                             | 26 712                    | Thessaloniki             | Grecia             | Iraklis Thessaloniki F.C. | 1960       |
| Stade Municipal Saint-Symphorien                 | 26 700                    | Metz                     | Franța             | FC Metz | 1963       |
| The Oval                                         | 26 556                    | Belfast                  | Irlanda de Nord    | Glentoran F.C. | 1892       |
| Estadio Nuevo José Zorrilla                      | 26 512                    | Valladolid               | Spania             | Real Valladolid | 1982       |
| The Hawthorns                                    | 26 500                    | West Bromwich            | Anglia             | West Bromwich Albion F.C. | 1900       |
| Selhurst Park                                    | 26 309                    | Londra                   | Anglia             | Crystal Palace F.C. | 1924       |
| Stadio Partenio                                  | 26 308                    | Avellino                 | Italia             | Avellino Calcio 12 S.S.D. | 1973       |
| Pearse Stadium                                   | 26 197                    | Galway                   | Irlanda            | Galway GAA* | 1957       |
| Ganja City Stadium                               | 26 120                    | Ganja                    | Azerbaidjan        | FK Ganja |            |
| Stade Guy Boniface                               | 26 100                    | Mont-de-Marsan           | Franța             | Stade Montois | 1965       |
| Abe Lenstra Stadion                              | 26 000                    | Heerenveen               | Țările de Jos      | SC Heerenveen | 1994       |
| Stadio del Conero                                | 26 000                    | Ancona                   | Italia             | A.C. Ancona | 1992       |
| El Molinón                                       | 29 538                    | Gijón                    | Spania             | Sporting de Gijón | 1908       |
| Stadionul Iuvileinîi                             | 25 830                    | Sumî                     | Ucraina            | FC Spartak Sumî | 2001       |
| Craven Cottage                                   | 25 700                    | Londra                   | Anglia             | Fulham F.C. | 1896       |
| RSC Olimpiyskiy                                  | 25 678                    | Donețk                   | Ucraina            | Ucraina U-21*, FC Șahtior Donețk U-21* | 1958       |
| Atatürk Stadium                                  | 25 661                    | Bursa                    | Turcia             | Bursaspor | 1979       |
| Thomond Park                                     | 25 600                    | Limerick                 | Irlanda            | Munster Rugby*, Shannon RFC, UL Bohemian R.F.C. | 1940       |
| Ullevaal Stadion                                 | 25 572                    | Oslo                     | Norvegia           | Vålerenga Fotball, Echipa națională de fotbal a Norvegiei | 1926       |
| KC Stadium                                       | 25 404                    | Kingston upon Hull       | Anglia             | Hull City A.F.C., Hull | 2002       |
| Estadi Ciutat de València                        | 25 354                    | Valencia                 | Spania             | Llevant UE | 1969       |
| Stadionul Ion Oblemenco (1967)                   | 29 252                    | Craiova                  | România            | FC Universitatea Craiova | 1967       |
| Stade Océane                                     | 25 178                    | Le Havre                 | Franța             | Le Havre AC | 2012       |
| Tsentralnyi Stadion                              | 25 175                    | Mykolaiv                 | Ucraina            | MFK Mykolaiv | 1965       |
| DW Stadium                                       | 25 138                    | Wigan                    | Anglia             | Wigan Athletic F.C., Wigan Warriors | 1999       |
| Valley Parade                                    | 25 136                    | Bradford                 | Anglia             | Bradford City A.F.C. | 1886       |
| Almaty Central Stadium                           | 25 057                    | Almaty                   | Kazahstan          | FC Kairat Almaty, Echipa națională de fotbal a Kazahstanului* | 1958       |
| GelreDome                                        | 25 000                    | Arnhem                   | Olanda             | Vitesse Arnhem | 1998       |
| Rose Bowl                                        | 25 000                    | West End                 | Anglia             | Hampshire County Cricket Club | 2001       |
| Butovsky Vorskla Stadium                         | 25 000                    | Poltava                  | Ucraina            | FC Vorskla Poltava | 1951       |
| CSK Stadium                                      | 25 000                    | Ryazan                   | Rusia              | FC Zvezda Ryazan | 1980       |
| Don Valley Stadium                               | 25 000                    | Sheffield                | Anglia             | atletism, Sheffield Eagles* | 1990       |
| Stade du Pays de Charleroi                       | 25 000                    | Charleroi                | Belgia             | R. Charleroi S.C. | 1939       |
| Bijeli Brijeg Stadium                            | 25 000                    | Mostar                   | Bosnia-Herțegovina | HŠK Zrinjski Mostar | 1971       |
| Darlington Arena                                 | 25 000                    | Darlington               | Anglia             | Darlington F.C. | 2003       |
| Badenova-Stadion (Dreisamstadion)                | 25 000                    | Freiburg im Breisgau     | Germania           | SC Freiburg | 1953       |
| Estádio do Restelo                               | 25 000                    | Lisabona                 | Portugalia         | C.F. Os Belenenses | 1956       |
| Healy Park                                       | 25 000                    | Omagh                    | Irlanda de Nord    | Tyrone GAA | 1972       |
| MMArena                                          | 25 000                    | Le Mans                  | Franța             | Le Mans UC72 | 2011       |
| Stadion Rote Erde                                | 25 000                    | Dortmund                 | Germania           | Borussia Dortmund II | 1926       |
| Stadio Pino Zaccheria                            | 25 000                    | Foggia                   | Italia             | U.S. Foggia | 1925       |
| Cristal Arena                                    | 25 000                    | Genk                     | Belgia             | Racing Genk | 1999       |
| St Jarlath's Park                                | 25 000                    | Tuam                     | Irlanda            | Galway GAA | 1957       |
| Wexford Park                                     | 25 000                    | Wexford                  | Irlanda            | Wexford GAA |            |
| Stade du Hainaut                                 | 25 000                    | Valenciennes             | Franța             | Valenciennes FC | 2011       |
| Alte stadioane UEFA de categoria 4               |                           |                          |                    | |            |
| Swedbank Stadion                                 | 24 000                    | Malmö                    | Suedia             | Malmö FF | 2009       |
| Netanya Stadium                                  | 24 000                    | Netanya                  | Israel             | Maccabi Netanya | 2012       |
| Pittodrie Stadium                                | 21,421                    | Aberdeen                 | Scoția             | Aberdeen FC | 1903       |
| Lerkendal Stadion                                | 21 166                    | Trondheim                | Norvegia           | Rosenborg BK | 1947       |
| Generali Arena                                   | 19 784                    | Praga                    | Cehia              | Sparta Praga, Echipa națională de fotbal a Cehiei | 1969       |
| Stade Louis II                                   | 18 523                    | Fontvieille              | Monaco             | AS Monaco | 1985       |
| Bloomfield Stadium                               | 14 413                    | Jaffa                    | Israel             | Hapoel Tel Aviv, Maccabi Tel Aviv, Bnei Yehuda | 1962       |
| Guldfågeln Arena                                 | 12 182                    | Kalmar                   | Suedia             | Kalmar FF | 2011       |
| Aker Stadion                                     | 11 800                    | Molde                    | Norvegia           | Molde FK | 1998       |
| HaMoshava Stadium                                | 11 500                    | Petah Tikva              | Israel             | Hapoel Petah Tikva, Maccabi Petah Tikva | 2011       |

## În construcție
| Stadion                            | Capacitate | Oraș             | Țara                  | Beneficiar                                   | Deschidere |
| ---------------------------------- | ---------- | ---------------- | --------------------- | -------------------------------------------- | ---------- |
| Nou Mestalla                       | 75 000     | Valencia         | Spania                | Valencia CF                                  | 2014       |
| Gazprom Arena                      | 69 501     | Sankt Petersburg | Rusia                 | FC Zenit Sankt Petersburg                    | 2015       |
| Baku Olympic Stadium               | 68 000     | Baku             | Azerbaidjan           | Echipa națională de fotbal a Azerbaidjanului | 2015       |
| Estadio La Peineta                 | 67 500     | Madrid           | Spania                | Club Atlético de Madrid                      | 2015       |
| Ferenc Puskás Stadion              | 65 000     | Budapesta        | Ungaria               | Echipa națională de fotbal a Ungariei        | 2016       |
| Groupama Arena                     | 61 556     | Lyon             | Franța                | Olympique Lyonnais                           | 2014       |
| Northumberland Development Project | 56 250     | London           | Anglia                | Tottenham Hotspur                            | 2016       |
| Arena Baltika                      | 45 015     | Kaliningrad      | Rusia                 | FC Baltika Kaliningrad                       | 2017       |
| Stadionul Rostov-pe-Don            | 45 000     | Rostov-pe-Don    | Rusia                 | FC Rostov                                    | 2017       |
| Samara Stadium                     | 44 918     | Samara           | Rusia                 | FC Krîlia Sovetov Samara                     | 2017       |
| Nizhny Novgorod Stadium            | 44,899     | Nijni Novgorod   | Rusia                 | FC Volga Nijni Novgorod                      | 2017       |
| Timsah Arena                       | 43 877     | Bursa            | Turcia                | Bursaspor                                    | 2014       |
| New Konya Stadium                  | 42 276     | Konya            | Turcia                | Konyaspor                                    | 2014       |
| Beșiktaș Vodafone Arena            | 41,903     | Istanbul         | Turcia                | Beșiktaș                                     | 2014       |
| New Trabzon Stadium                | 41 565     | Trabzon          | Turcia                | Trabzonspor                                  | 2016       |
| FC Krasnodar Stadium               | 36,000     | Krasnodar        | Rusia                 | FC Krasnodar                                 | 2015       |
| New Samsun 19 Mayıs Stadium        | 33,919     | Samsun           | Turcia                | Samsunspor                                   | 2015       |
| Stadion Widzewa                    | 33,128     | Łódź             | Polonia               | Widzew Łódź                                  | 2013       |
| New Antalya Stadium                | 33,000     | Antalya          | Turcia                | Antalyaspor                                  | 2015       |
| New Eskișehir Stadium              | 33,000     | Eskișehir        | Turcia                | Eskișehirspor                                | 2015       |
| New Gaziantep Stadium              | 33,000     | Gaziantep        | Turcia                | Gaziantepspor                                | 2015       |
| Ernest Pohl Stadium                | 32 340     | Zabrze           | Polonia               | Górnik Zabrze                                | 2013       |
| Sammy Ofer Stadium                 | 30 820     | Haifa            | Israel                | Maccabi Haifa F.C.                           | 2013       |
| Batumi Stadium                     | 30 000     | Batumi           | Georgia               | FC Dinamo Batumi                             | 2013       |
| New Varna Stadium                  | 30 000     | Varna            | Bulgaria              | PFC Cherno More Varna                        | 2013       |
| Stadionul CSKA Moscova             | 30 000     | Moscova          | Rusia                 | PFC CSKA Moscova                             | 2013       |
| VTB Arena                          | 27 000     | Moscova          | Rusia                 | FC Dinamo Moscova                            | 2017       |
| New Mersin Stadium                 | 25 534     | Mersin           | Turcia                | Mersin İdmanyurdu SK                         | 2013       |
| Malatya Arena                      | 25 000     | Malatya          | Turcia                | Malatyaspor                                  | 2015       |
| New Sakarya Stadium                | 25,000     | Adapazarı        | Turcia                | Sakaryaspor                                  | 2015       |
| Sivas 4 Eylül Arena                | 25,000     | Sivas            | Turcia                | Sivasspor                                    | 2015       |
| Stadion Albert Flórián             | 25 000     | Budapesta        | Ungaria               | Ferencvárosi TC                              | 2015       |
| City Arena                         | 25 000     | Trnava           | Slovacia              | FC Spartak Trnava                            | 2014       |
| Lithuania National Stadium         | 25 000     | Vilnius          | Lituania              | Echipa națională de fotbal a Lituaniei       | 2016       |
| Stadionul Debrecen                 | 25 000     | Debrecen         | Ungaria               | Debreceni VSC                                | 2014       |
| Karabük University Stadium         | 25,000     | Karabük          | Turcia                | Karabük University                           | 2013       |
| Stadion Tusanj                     | 20,000     | Tuzla            | Bosnia și Herțegovina | FK Sloboda Tuzla                             | 2017       |